# ولسوالی کهسان
ولسوالی کُهسان یکی از ولسوالی‌های ولایت هرات در شمال باختری افغانستان است. این ولسوالی در شرق مرزهای ایران قرار دارد. جمعیت این ولسوالی در سال ۲۰۰۶ بالغ بر ۵۷٬۷۸۲ نفر بوده‌است. ترکیب جمعیتی اعلام شده ۵۹٫۴٪ پشتون، ۳۵٫۳٪ تاجیک، ۵٫۱٪ بلوچ، ۰٫۲٪ ترکمن می‌باشد. همچنین تعداد قابل توجهی ایماق‌ها هم در این شهر ساکن هستند. زبان رایج بیشتر باشندگان این ولسوالی از جمله پشتون‌ها فارسی با لهجهٔ هراتی می‌باشد. در این منطقه جنگ‌های میان قومی زیادی رخ می‌دهد اکثریت اقوام که سکونت دارند اچکزیی علیزی،غوری، نورزی بارکزی، تیموری،هفت بلا، جمشیدی، طاهری تاجیک، زوری، زهیکنی، فراهی، بلوچ،  وغیره هستند،
مرکز این ولسوالی شهر کهسان است. ولسوالی ۱۱۶ کیلومتر از شهر هرات فاصله دارد و عموماً بیابانی می‌باشد. اسلام‌قلعه یکی از گذرگاه‌های اصلی مرزی بین ایران و افغانستان در این ولسوالی قرار گرفته‌است. رودخانهٔ هری رود از میان این ولسوالی می‌گذرد و فاصلهٔ زیادی با مرکز این ولسوالی ندارد. خشکسالی یکی از مشکلات عدیدهٔ این ولسوالی می‌باشد که کشاورزی که منبع اصلی درآمد این ولسوالی می‌باشد را با خطر مواجه کرده‌است. تقریباً ۶۰٪ زمین‌های کشاورزی سابق دیگر قابل استفاده نمی‌باشند.